# Ferenc Takács
Ferenc Takács (ur. 2 lutego 1968) – węgierski zapaśnik walczący w stylu klasycznym.
Zajął szóste miejsce na mistrzostwach świata w 1989. Piąty na mistrzostwach Europy w 1997; szósty w 1990 i 1995. Pierwszy w Pucharze Świata w 1994. Mistrz Europy młodzieży w 1988 i drugi na świecie w 1987. Mistrz świata juniorów w 1986 i Europy w 1985 roku.